# اتساع (بلاغة)
الاتساع عند أهل العربية عبارة عن نوع من أنواع البديع، وهو أن يؤتى بكلام يتسع فيه التأويل بحسب ما يحتمله ألفاظه من المعاني، كفواتح السور. ويصلح أن يعد من أنواع الإيجاز.